# Свята Катерина Александрійська (Рафаель)
«Свята Катерина Александрійська» — картина італійського художника доби Відродження Рафаеля. На ній зображена християнська мучениця IV століття Свята Катерина, що спирається на колесо, на якому вона засуджувалася до смерті. Припускають, що картина була створена близько 1507 року, перед самим від'їздом Рафаеля з Флоренції до Риму.
Святу Катерину зображували численні художники Відродження, Караваджо, Лукас Кранах; частіше в композиції картин було присутнє колесо.